# 国見町 (金沢市)
国見町（くにみちょう）は、石川県金沢市の地名。郵便番号は920-1333。

## 概要
金沢市南部に位置している。

## 地理

### 山岳
- 水葉山
- 国見山
- 赤倉山

### 河川
- 平沢川

## 歴史
- 1889年（明治22年）4月1日 - 周辺24か村との合併による犀川村発足により犀川村字国見となる。
- 1954年（昭和29年）7月1日 - 内川村、額村、安原村、湯涌谷村とともに金沢市への編入により金沢市国見町となる。

## 小・中学校の学区
市立小・中学校に通う場合、学区は以下の通りとなる。
| 番   | 小学校             | 中学校             |
| ---- | ------------------ | ------------------ |
| 全域 | 金沢市立犀川小学校 | 金沢市立犀生中学校 |

## 周辺
- 平沢川
- 水葉山みはらし広場
- 赤倉みはらし広場
- 広域基幹林道犀鶴線